# روسلاو
روسلاو (به آلمانی: Röslau) یک شهر در آلمان است که در Wunsiedel واقع شده‌است. روسلاو ۲٬۳۹۵ نفر جمعیت دارد.